# Dioscorea communis
Dioscorea communis là một loài thực vật có hoa trong họ Dioscoreaceae. Loài này được (L.) Caddick & Wilkin mô tả khoa học đầu tiên năm 2002.